# Thomas Ball Barratt

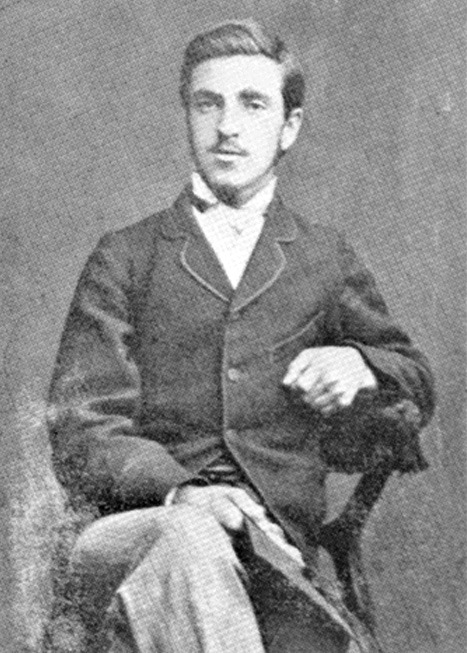
Thomas Ball Barratt

Thomas Ball Barratt, född den 22 juli 1862 i engelska Albaston, (Cornwall). Hans föräldrar tillhörde metodistkyrkan. Familjen kom 1867 till Norge, där fadern skulle anlägga och basa över en fältspatgruva, men sin skolutbildning fick Barratt i England. År 1881 gick Barratt med i metodistkyrkan (då i Bergen). Nästa år blev Barratt predikant, och år 1885 kom han till Oslo som pastor i metodistförsamlingen.
Under en vistelse i USA för att samla in pengar till ett metodistiskt projekt i Norge träffade han en grupp från Azusa Street-väckelsen i Los Angeles. En av dem var en svensk, Andrew G. Johnson, en annan en kvinna vid namn Lucy Leatherman. Samtliga bodde då på Christian Alliance House i New York. Genom dessa fick Barratt kännedom om pingstväckelsen och dess karismatiska uttryck. Han tog starka intryck av denna rörelse och ville gärna resa till Los Angeles, men hade inte råd. Det blev i stället brevkorrespondens med afro-amerikanerna på Azusa Street i Los Angeles. Med hjälp av vännerna från Los Angeles gjorde Barratt en stark andlig upplevelse, det som pingstvännerna kallar andedop. Styrkt och inspirerad av denna upplevelse återvände han till Skandinavien, bara någon månad efter det attAndrew G. Johnson kommit hem till Skövde i Sverige med samma budskap.
Thomas Ball Barratt var en framstående pianist som hade studerat flera år för ingen mindre än Edvard Grieg. När Barratt beslöt sig för att satsa på predikokallet framför musikstudierna beklagade Edvard Grieg beslutet men önskade honom lycka till. Thomas Ball Barratts dotter Mary Barratt Due var en internationellt uppmärksammad konsertpianist. Tillsammans med sin man Henrik Due grundade man Barratt Due Musikinstitutet som är ett Europas förnämsta utbildningar inom den klassiska musikens område. Institutet existerar än idag trots att Mary Barrat Due dog 1969.
Redan som 18-åring började Barratt översätta och skriva sånger. År 1887 utkom hans Evangeliska Sånger och år 1911 utgavs sångsamlingen Maran ata. Maranata växte sedan och omfattade till slut 702 sånger, av vilka Barratt skrivit 110 och översatt 130. Barratt dog i Oslo den 29 januari 1940. Flera av dessa texter finns på svenska i sångboken Segertoner.

## Komposition
Städse på Sion jag tänker

## Pingströrelsen
Pingströrelsen kom till Sverige år 1907, Denna nya rörelse såg många som en bönhörelser för att det var många som hade bett om en väckelse för Guds folk. Men den grundades i Nordamerika under år 1906.

### Webbkällor
- Pressklipp om Barratts besök i Stockholm 1907 på Stockholmskällan